# Мамедтачев, Беки
Беки Мамедтачев (1910 год, Мервский уезд, Закаспийская область, Туркестанский край, Российская империя — дата смерти неизвестна, Байрам-Алийский район, Марыйская область, Туркменская ССР) — управляющий второй фермой каракулеводческого совхоза «Равнина» Министерства внешней торговли СССР, Байрам-Алийский район, Марыйская область, Туркменская ССР. Герой Социалистического Труда (1948).

## Биография
Родился в 1910 году в крестьянской семье в одном из сельских населённых пунктов Мервского уезда Закаспийской области.
Окончил начальную школу. Трудился в животноводстве. В послевоенные годы трудился управляющим второй фермой в каракулеводческом совхозе «Равнина» Байрам-Алинского района, директором которого был Павел Иванович Жданович.
На начало 1947 года чабаны второй фермы, которой заведовал Беки Мамедтачева, обслуживая отару в 2757 голов овцематок, получили 92,2 % каракульских смушек первого сорта от общего числа сданных смушек. Было сдано в среднем по 105 ягнят к отбивке на каждые 106 овцематок. Указом Президиума Верховного Совета СССР от 15 сентября 1948 года удостоен звания Героя Социалистического Труда за «получение в 1947 году высокой продуктивности животноводства при выполнении колхозом обязательных поставок сельскохозяйственных продуктов и плана развития животноводства по всем видам скота» с вручением ордена Ленина и золотой медали «Серп и Молот».
Этим же Указом званием Героя Социалистического Труда были также награждены директор совхоза «Равнина» Павел Иванович Жданович, зоотехник Семён Борисович Браславский, управляющий третьей фермой Нурберген Карабашев и чабаны Ораз Бабаев, Чары Бабаев, Кенес Биркулаков, Мамед Валиев, Усербай Кульбатыров.
Проживал в Байрам-Алийском районе (сегодня — Байрамалинский этрап). Дата смерти не установлена.